# Radio Screen Show

Nachrichten-Tafel von SWR cont.ra (heute SWRinfo)

Radio Screen Show (Rass) bezeichnet ein seit 2007 bestehendes Verfahren des SWR, um Medieninhalte parallel zu einem Rundfunksignal über digitale Sendewege zu verbreiten. Dabei steht insbesondere die Visualisierung von Radioinhalten im Vordergrund.
Der Rass-Service wird im Moment nur über DVB-C und Satellit im DVB-S-Modus ausgestrahlt und ist eine lizenzfreie Entwicklung unter Federführung des SWR. Rass wird als Slideshow auf dem TV dargestellt und überträgt aktuelle Informationen zum Programm oder zum Beispiel das CD-Cover des laufenden Lieds, Kurznachrichten oder Ähnliches. Neben dieser Slideshow, die zeitweise von WDR 1 Live genutzt wurde, gibt es einen interaktiven Service, der ähnlich wie Videotext funktioniert. Hierbei kann optional ein Menü aufgerufen und durchblättert werden. Im Interaktiv-Modus gibt es bis zu zehn Seiten (inkl. Index) und je nach Inhalt bis zu vier Unterseiten pro Seite. Sobald dieser Modus aktiviert werden kann, erscheint links unten auf dem TV ein kleines blaues Rass-Symbol. Ab diesem Zeitpunkt kann mit Hilfe der Videotext-Taste der Menümodus gestartet werden und dort mit den Zifferntasten oder den Pfeiltasten gesteuert werden.

## Verbreitung
Zuletzt (September 2013) nutzten diese Programme RASS:
- Dasding,
- SWR3 und
- SWRinfo (alle SWR)

Davor wurden auch die Programme Bayern 2, BR-Klassik (beide BR) sowie 1 Live (WDR) mit der Rass-Technologie ausgestrahlt.
Stand 2016 wird RASS nicht mehr ausgestrahlt.